# Fredrik Nissen
Fredrik Philip Ferdinand Nissen, född 28 mars 2005 är en svensk fotbollsspelare (försvarare) som spelar för AIK i Allsvenskan.

## Klubblagskarriär

### Tidig karriär
Fredrik Nissens moderklubb är IF Brommapojkarna, för vilka han började spela för redan i knatteskolan. Klubbens P05-lag kom med åren att utvecklas till ett av landets främsta i sin ålderskull och efter att ha skördat stora framgångar på ungdomsnivå lyftes Nissen som 16-åring upp till A-laget i IF Brommapojkarna inför säsongen 2022.

### IF Brommapojkarna
Den 31 juli 2022 fick Nissen debutera för IF Brommapojkarna i Superettan via ett kort inhopp i 1-1-matchen mot Skövde AIK. En månad senare fick han bära kaptensbindeln, i sitt blott andra tävlingsframträdande, när klubben besegrade IFK Haninge med 3-1 i Svenska Cupen. Under hösten skrev han på ett treårskontrakt med IF Brommapojkarna och det blev därefter ytterligare två framträdanden i Superettan – däribland en första start – när klubben som nykomling vann serien och avancerade till Allsvenskan. Inför säsongen 2023 meddelade BP att Nissen via ett samarbetsavtal skulle vara tillgänglig för både IF Brommapojkarna och Täby FK i Ettan Norra. Debuten i Allsvenskan kom redan i premiäromgången när BP förlorade med 1-3 mot topptippade Stockholmsgrannen Djurgårdens IF den 1 april 2023. Under våren och sommaren blev det därefter ytterligare nio allsvenska framträdanden – samt fyra matcher i Ettan Norra – innan Nissen såldes till Italien.

### AC Milan
Efter en tids ryktesspridning tecknade Nissen i augusti 2023 på ett treårskontrakt med den italienska storklubben Milan, där han inledningsvis kom att tillhöra klubbens Primavera-lag (U19).

### AIK
Den 11 augusti 2025 värvades Nissen av AIK där han skrev på ett avtal fram till och med den 31 december 2029.

## Landslagskarriär
Fredrik Nissen har representerat Sveriges U19- och U17-landslag.
Debuten i "Blågult" skedde den 7 augusti 2021 när P16-landslaget förlorade med 0-1 mot Danmark i det som var den första landskampen för P05-kullen. Senare samma höst togs Nissen ut i kvaltruppen till P17-EM 2022 och stod bland annat för ett hattrick när Sverige besegrade Litauen med 8-0 och tog sig vidare till den andra kvalomgången. I den andra och avslutande kvalrundan fick Nissen på nytt chansen och var med och tog Sverige till U17-EM 2022. Han togs därefter ut i mästerskapstruppen och spelade samtliga matcher när Sverige – trots två segrar på tre matcher – åkte ut i gruppspelet.
Den 22 september 2022 debuterade Nissen i U19-landslaget när Sverige besegrade Island med 2-1, där Nissen blev en av målskyttarna. Han var en av två underåriga spelare som togs ut till P04-landslaget och fick efter uppflyttningen även chansen i det kommande kvalet till U19-EM 2023, där han spelade samtliga sex matcher när Sverige missade slutspelet.

## Statistik
| Klubb              | Säsong             | Liga               | Liga    | Liga | Nationell cup | Nationell cup | Internationell cup | Internationell cup | Övrigt  | Övrigt | Totalt  | Totalt |
| Klubb              | Säsong             | Division           | Matcher | Mål  | Matcher       | Mål           | Matcher            | Mål                | Matcher | Mål    | Matcher | Mål    |
| ------------------ | ------------------ | ------------------ | ------- | ---- | ------------- | ------------- | ------------------ | ------------------ | ------- | ------ | ------- | ------ |
| IF Brommapojkarna  | 2022               | Superettan         | 3       | 0    | 1             | 0             | -                  | -                  | -       | -      | 4       | 0      |
| IF Brommapojkarna  | 2023               | Allsvenskan        | 10      | 0    | 1             | 0             | -                  | -                  | -       | -      | 11      | 0      |
| Totalt             | Totalt             |                    | 13      | 0    | 2             | 0             | 0                  | 0                  | 0       | 0      | 15      | 0      |
| Täby FK (lån)      | 2023               | Ettan Norra        | 4       | 0    | 0             | 0             | -                  | -                  | -       | -      | 4       | 0      |
| Totalt i karriären | Totalt i karriären | Totalt i karriären | 17      | 0    | 2             | 0             | 0                  | 0                  | 0       | 0      | 19      | 0      |
| Totalt             | Totalt             | Totalt             | 30      | 0    | 4             | 0             | 0                  | 0                  | 0       | 0      | 34      | 0      |